# Al-Ankabut

Al-Ankabut w kaligrafii arabskiej

Sura Al-‘Ankabūt (arab. ‏سورة العنكبوت‎) – to 29. sura Koranu. Sura ta stwierdza, że Noe, Abraham, Lot i Mahomet byli wszyscy prorokami Allaha.

## Ważne wersety
- 29:16 nakazuje tawhid, czyli oddawanie czci wyłącznie Allahowi:

Wy kłaniacie się bałwanom, służycie kłamstwu; wasze bóstwa nie mogą wam przynieść żadnej korzyści. Proście u Boga o to co jest wam potrzebne, bądźcie Jego czcicielami, oddawajcie Mu pokłony. Wy do Niego powrócicie.
- 29:27-28 potępia homoseksualne stosunki odbywane w Sodomie:

Będziecież kalać się występkiem, nieznanym na ziemi przed wami? Będziecie mieć do czynienia z mężczyznami? Będziecie ich napastować na drogach, i wykonywać czynność tak bezecną? 